# Comuna Comandău, Covasna
Comandău (în maghiară Komandó, în germană Grenzkommando) este o comună în județul Covasna, Transilvania, România, formată numai din satul de reședință cu același nume.

## Demografie
Componența etnică a comunei Comandău
     Maghiari (88,93%)
     Români (7,91%)
     Alte etnii (3,16%)
Componența confesională a comunei Comandău
     Reformați (45,86%)
     Romano-catolici (42,46%)
     Ortodocși (7,66%)
     Alte religii (0,85%)
     Necunoscută (3,16%)
Conform recensământului efectuat în 2021, populația comunei Comandău se ridică la 822 de locuitori, în scădere față de recensământul anterior din 2011, când fuseseră înregistrați 1.006 locuitori. Majoritatea locuitorilor sunt maghiari (88,93%), cu o minoritate de români (7,91%). Din punct de vedere confesional, cei mai mulți locuitori sunt reformați (45,86%), cu minorități de romano-catolici (42,46%) și ortodocși (7,66%), iar pentru 3,16% nu se cunoaște apartenența confesională.

## Politică și administrație
Comuna Comandău este administrată de un primar și un consiliu local compus din 9 consilieri. Primarul, Béla Kocsis[*], de la Uniunea Democrată Maghiară din România, este în funcție din 2004. Începând cu alegerile locale din 2024, consiliul local are următoarea componență pe partide politice:
|  | Partid                                     | Consilieri | Componența Consiliului | Componența Consiliului | Componența Consiliului | Componența Consiliului | Componența Consiliului | Componența Consiliului | Componența Consiliului | Componența Consiliului |
|  | ------------------------------------------ | ---------- | ---------------------- | ---------------------- | ---------------------- | ---------------------- | ---------------------- | ---------------------- | ---------------------- | ---------------------- |
|  | Uniunea Democrată Maghiară din România     | 8          |                        |                        |                        |                        |                        |                        |                        |                        |
|  | Forța Civică Maghiară - Magyar Polgári Erő | 1          |                        |                        |                        |                        |                        |                        |                        |                        |

## Personalități născute aici
- András Arató (1913 - 1945), scriitor, jurnalist.